# Russisch-Orthodoxe Kerk in het Buitenland
De Russisch-Orthodoxe Kerk in het Buitenland (Russisch: Русская Православная Церковь Заграницей; Roesskaja Pravoslavnaja Tserkov Zagranitsej, Engels: Russian Orthodox Church Outside Russia (ROCOR)), ook wel genoemd de Synodale Kerk (van Karlovici) of Russisch-Orthodoxe Kerk buiten de grenzen, is een semi-autonome migrantenkerk die jurisdictioneel valt onder het Patriarchaat Moskou. Het is een deel van de Russisch-Orthodoxe Kerk wat zich buiten (en tegenwoordig ook binnen) de grenzen van de Russische Federatie bevindt.

## Voorgeschiedenis
Tot 1921 vormde de Russisch-Orthodoxe Kerk organisatorisch een eenheid. De Russische kerk kent sinds de 18e eeuw een deel in het buitenland. De verkondiging van het evangelie aan de heidense stammen in Azië zorgde ervoor dat er missies gesticht werden, die na verloop van tijd uitgroeiden tot bisdommen in China en Japan. De bekendste daarvan is de Russisch-orthodoxe missie in China die vanaf 1727 tot 1949 heeft gefunctioneerd. De formele reden voor deze missie was pastorale zorg voor een aantal sinds 1683 in Peking gevestigde Russen. Door Chinezen en Mantsjoes werden deze Russen Albaziners genoemd. De Chinese Orthodoxe Kerk werd in 1956 en de Japans Orthodoxe Kerk werd in 1970 autonoom verklaard door het Patriarchaat Moskou.
Er is in Azië ook nog een metropolie van Hongkong en een missie in Taiwan. Beide vallen onder het Oecumenisch patriarchaat van Constantinopel.
De verbreiding van de orthodoxie onder de heidense bevolking van de Aleoeten in Alaska met als gevolg het vestigen van missies en daarop aansluitend van de bisdommen van Noord-Amerika, waren een voortzetting van de verkondiging van het evangelie in Azië. De Russisch-orthodoxe bisdommen van het Patriarchaat Moskou vormden later The Orthodox Church in America, die in 1970 autocefaal werd.
In West-Europa zijn er vanaf de 18e eeuw orthodoxe kerken gebouwd, eerst in de Russische ambassades, in België en Nederland had  Anna Paulowna kapellen in o.a. Brussel en Den Haag. En later werden ook in allerlei plaatsen, vooral in Duitse badplaatsen en Frankrijk, die door welgestelde Russen bezocht werden op hun buitenlandse reizen of waar deze zich vestigden kerken gebouwd. Zoals in Nice,  Parijs, Potsdam en Darmstadt. Als een Duitse aristocraat trouwde met een Russische vrouw lieten zij grafkerken bouwen, zoals in Wiesbaden en Weimar. Al deze kerken werden beschouwd zich te bevinden in het bisdom van de metropoliet van Sint-Petersburg en in de laatste jaren waren zij rechtstreeks geplaatst onder zijn vicaris, de bisschop van Kronstadt.
Volgens de kerkelijke canons (canon 28 van het Concilie van Chalcedon) en de uitleg van het Oecumenisch patriarchaat vallen de kerken en gelovigen in de diaspora (in barbaris = in de barbarij), die buiten de grenzen van de landskerken wonen automatisch onder de jurisdictie van de Oecumenisch patriarch van Constantinopel. Deze jurisdictionele toekenning aan het Oecumenisch patriarchaat werd in de 19-e eeuw aangetast door de Russische Heiligste Regerende Synode. De huidige visie van het Patriarchaat Moskou is dat de kerkelijke canons ook zeggen dat een periode van 30 jaar voldoende is om een kerk of een plaats te doen toebehoren aan een bisdom, dat er gedurende die tijd de feitelijke jurisdictie over had. Geen van de orthodoxe patriarchen of een hoofd van een Orthodoxe Kerk heeft geprotesteerd tegen deze uitbreiding van de Russisch-Orthodoxe Kerk.

## Situatie in Rusland
In het begin van de 20e eeuw werd in de Russisch-Orthodoxe Kerk steeds vaker gesproken over de wens het patriarchaat te herstellen. Tegenstanders hiervan gebruikten de binnenlandse onrust na de Russisch-Japanse Oorlog als reden om de zaak telkens weer uit te stellen. Na de abdicatie van tsaar Nicolaas II van Rusland op 2 maart 1917 en de afschaffing van de monarchie bleef de Russische kerk haar vroegere rechten uitoefenen, zowel in binnen als buiten Rusland. Tevens kon er een concilie van de Russisch-Orthodoxe Kerk bijeenkomen. Tal van hervormingen werden voorgesteld en aangenomen, waaronder de afschaffing van de synodale bestuursvorm en het herstel van het patriarchaat.
Op 15 augustus 1917 vindt het eerste Russische concilie sinds de afschaffing van het patriarchaat plaats. Voorzitter van het concilie was metropoliet Tichon van Moskou.
Er waren 564 afgevaardigden, 80 bisschoppen, 185 priesters en kloosterlingen en 299 leken. De besluiten, om de kerk een meer democratische structuur te geven, die op dit concilie werden genomen, zijn tot op heden bindend voor alle Russische kerken binnen en buiten Rusland. Ook werd er serieus naar de mogelijkheid gekeken om de diensten in het vervolg in de landstaal het Russisch in plaats van het Kerkslavisch te houden. Door de Oktoberrevolutie kwam er van al deze besluiten heel weinig terecht. Het concilie heeft zich voornamelijk beziggehouden met kerkelijke aangelegenheden. Slechts twee documenten hebben betrekking op de politieke toestand. Op 11 november 1917 roept de patriarch-elect het volk op om een einde te maken aan de burgeroorlog en op 19 januari 1918 veroordeelt en excommuniceert patriarch Tichon de communisten en hun aanhangers.

## Vervolgingen
Ondertussen hadden de bolsjewieken de macht overgenomen en nog voor de beëindiging van het concilie in de zomer van 1918 begonnen de omvangrijke vervolgingen van de religie. De Russisch-Orthodoxe Kerk werd gezien als steunpilaar van het oude bewind en de nieuwe machthebbers benadrukten steeds sterker dat communisme en religie niet samen konden gaan en zij stelden zich ten doel de godsdienst uit te roeien, welke volgens de marxistische leer bestaat uit vooroordeel en bijgeloof. De meest heftige vervolgingen waren vooral gericht tegen de Russisch-Orthodoxe Kerk, waartoe de overgrote meerderheid van het Russische volk behoorde. Tijdens en na de revolutie emigreerden duizenden gelovigen naar Amerika en Europa waar zij onafhankelijke kerken stichtten. In Rusland zelf werd de vrijheid van de kerk ingrijpend aan banden gelegd en veel bisschoppen, priesters en gelovigen werden gevangengenomen. In 1921 was al de helft van alle Russische kloosters gesloten en waren ontelbare kerken vernield of als verenigingsgebouw, bioscoop en pakhuis ingericht. Bijna 30 bisschoppen en meer dan duizend priesters waren gearresteerd en naar kampen gestuurd of geëxecuteerd met als doel de kerk volledig uit te roeien. Van binnenuit de kerk kwam er uitholling door het oprichten van de Levende Kerk.
Op 27 december 1921 werd het gehele kerkelijk bezit van de Russisch-Orthodoxe Kerk opgeëist om de hongersnood te bestrijden.
Normale contacten met de synode in Moskou werden door de revolutie steeds lastiger en praktisch onmogelijk voor de Russisch orthodoxen in Rusland en in het buitenland. Er was slechts een beperkt contact mogelijk met de bisschoppen in het door de bolsjewieken bezette gebied. De bisschoppen in de gebieden van de Witten waren totaal geïsoleerd. Hierdoor kwam er kwam een einde aan de organisatorische eenheid. Omdat patriarch Tichon zag dat de mogelijkheid bestond dat het bestuur van de Russische kerk van zijn vrijheid zou worden beroofd en dat het als gevolg van de burgeroorlog voor de verschillende delen van de Russische kerk onmogelijk zou worden om contact ermee op te nemen. Gaf hij toestemming aan zijn bisschoppen in het buitenland, om de bisdommen die van het bestuur waren afgesneden te verenigen onder een op te richten voorlopig kerkelijk bestuur, onder leiding van de oudste bisschop van die bisdommen. En om in een synode bijeen te komen om de nodige maatregelen te treffen voor het normaal functioneren van de Russisch-orthodoxe parochies in het buitenland. In feite waren in de landsdelen van Rusland die door de burgeroorlog geen contact meer hadden met het Patriarchaat Moskou al kerkelijke besturen opgericht vooral in Zuid-Rusland en in Siberië. In november 1919 werd er een bisschoppenconcilie gehouden in Novotsjerkassk, waarbij als oudste in rang metropoliet Antonij (Chaprovitski) van Kiev erevoorzitter was. In Noord-Rusland vormden de bisschoppen een kerkbestuur in Omsk. In Stavropol werd een bisschoppensynode gevormd welke in mei 1919 voor het eerst bijeenkwam als “Hoogste Kerkelijk Bestuur voor het Zuiden”. Dit bestuur nam toen al maatregelen die eigenlijk alleen door de patriarch en de synode genomen mochten worden. Het feit dat de besluiten zonder protest geregistreerd zijn in de registers van de synode in Moskou is een bewijs dat de synode de min of meer autonome handelswijze van de Zuid-Russische kerkleiding als canoniek beschouwde. Ondertussen viel ook Kiev in de handen van de bolsjewieken, zodat de terugkeer van metropoliet Antonij onmogelijk was. Het bestuur moest nog verschillende keren van plaats veranderen, waarbij veel gevluchte geestelijken zich bij hen voegden. In oktober 1919 werd in Simferopol de laatste zitting gehouden op Russische bodem. Hier werd o.a. besloten dat aartsbisschop Anafasij (Gribanovskij) van Kisjinev en Khotin te benoemen tot het hoofd van de Russische parochies in Constantinopel. Aartsbisschop Evlogij werd, na een schriftelijk verzoek van hem, de leiding gegeven over de parochies in West-Europa. Dit verzoek is van belang, want het is het bewijs dat aartsbisschop Evlogij het gezag van deze kerkelijke synode erkende. Door de evacuatie naar Constantinopel is deze benoeming toen niet direct in werking getreden. Patriarch Tichon gaf op 7 november 1920 een oekaze uit waarmee hij het bestaan en de besluiten van deze synode bevestigde. Vanwege de burgeroorlog moesten enkele grenzen van bisdommen verlegd worden en enkele vicariaten werden zelfstandig verklaard. Het is onbekend in hoeverre het patriarchaat Moskou op de hoogte was van de toestand in Zuid-Rusland in 1919/1920. Pas nadat het Rode Leger het Wit-Russische gebied in november 1920 had veroverd werd de communicatie iets beter. Op 7/20 november vaardigde patriarch Tichon en de synode een decreet uit (nr. 362) dat beschouwd kan worden als een goedkeuring achteraf van het zelfstandig handelen van de Zuid-Russische bisschoppensynode. Het zal wel niet toevallig zijn geweest dat dit decreet werd uitgevaardigd op het moment dat deze kerkleiders het Russisch grondgebied hadden verlaten. Ze bevonden zich op zee, onderweg naar Constantinopel. De voor de emigranten belangrijkste passage uit dit decreet luidt:
“Wanneer een diocees de verbinding met het hoogste kerkbestuur verliest, of wanneer het hoogste kerkbestuur met de Heilige Patriarch aan het hoofd om een of andere reden zijn werkzaamheid onderbreekt, stelt zich de diocesane bisschop onverwijld in verbinding met de bisschoppen van aangrenzende diocesen, om een hoogste instantie van kerkelijk bestuur te organiseren… Indien dit onmogelijk blijkt, dan neemt de diocesane bisschop zelf de volledige macht in handen.”
Dit document was de erkenning die de emigranten nodig hadden, om ook buiten Rusland, en zich één voelend met de Russische kerk, zich zelfstandig te organiseren.

## Vlucht naar Constantinopel
Door de grote uittocht die volgde op de nederlaag op 13 november 1920 van de Witten die het bolsjewistische regime bestreden, bevond ook het kerkbestuur van Zuid-Rusland met aan het hoofd daarvan metropoliet Antonij (Khaprovitskij) van Kiev en Wolynië en Galicië, zich in het buitenland. Tussen 13 en 16 november 1920 bereikten meer dan 150.000 Russische vluchtelingen met het Witte leger van generaal Pjotr Wrangel op meer dan 126 (oorlogs)schepen Constantinopel.
De belangrijkste kerkelijke leiders waren toen de metropolieten Antonij van Kiev en Platon van Odessa en de bisschoppen Feofan van Poltava  en Benjamin van Sebastopol. Samen met metropoliet Anafasij die al in Constantinopel was deden deze bisschoppen direct een beroep op de locum tenens van de oecumenische troon metropoliet Dorotheos van Prusa met het verzoek om hun toe te staan voor hun Russische gelovigen te blijven zorgen en om ook buiten de grenzen van Rusland als Russisch-orthodox kerkbestuur te fungeren. De toestemming daarvoor werd verleend bij decreet op 29 december 1920. Bij dit verzoek konden zij zich nu beroepen op decreet nr. 362 van patriarch Tichon, wat beschouwd kan worden als een goedkeuring achteraf van het zelfstandig handelen van de Zuid-Russische bisschoppensynode. Er bestond echter een principieel strijdpunt dat tot op heden nog niet is opgelost. De Russisch-Orthodoxe Kerk in Rusland en in het buitenland was altijd territoriaal bestuurd geweest en niet nationaal. De vraag was dus of de Russische vluchtelingen een eigen bestuur zouden houden of dat zij op zouden gaan in de bestaande orthodoxe kerken in het buitenland. Aangezien de vluchtelingen zich onderling sterk gebonden voelden en ook met hun vaderland stemde Meletius IV van Constantinopel op 22 december 1922 ermee in dat dit tijdelijke kerkbestuur zou blijven bestaan. Zij beschouwden zich niet als een aparte kerk, maar als een deel van de Russische Kerk en ze bleven dan ook patriarch Tichon gedenken als hun hoogste leider. De protesten van een aantal orthodoxe zusterkerken waren zo hevig dat de oecumenisch patriarch de Russische bisschoppen die zich in Constantinopel hadden gevestigd verplichte om de stad te verlaten.
Oorspronkelijk was dit kerkbestuur gevormd in Zuid-Rusland, toen dit nog niet onder Sovjetbestuur stond. Geheel in overeenstemming met de officiële oekaze van 7 november 1920 van patriarch Tichon. Deze oekaze werd bevestigd door de locum tenens van de Oecumenische troon metropoliet Dorotheos.

## Vertrek naar Servië
Op uitnodiging van patriarch Dimitri van Servië vertrok metropoliet Antonij samen met het gevluchte bestuur van de Russisch-Orthodoxe Kerk in het Buitenland naar Servië. Rond hem verenigd waren alle bisschoppen en alle delen van de Russische kerk die zich buiten de grenzen van Rusland bevonden. De al bestaande kerken die tot de jurisdictie van de vicarisbisschop van Petrograd hadden toebehoord werden toevertrouwd aan aartsbisschop Evlogij (Georgijevskij) van Parijs. Zowel door het voorlopige kerkbestuur als later ook door patriarch Tichon. De missiekerken in China en Japan stelden zich met hun bisschoppen ook ander het nieuw gevormde bestuur van de Russisch-Orthodoxe Kerk in het Buitenland. Dit deden ook de bisschoppen die vanuit Rusland naar Mantsjoerije  gevlucht waren en de Russen uit Finland en Noord-Amerika. Op verzoek van patriarch Tichon werd metropoliet Platon (Rozhdestvenskij) van Cherson en Odessa, een van de bisschoppen die vanuit Zuid-Rusland in Constantinopel terechtgekomen waren, door dit bestuur aangewezen als metropoliet voor Amerika. Bij ditzelfde bestuur behoorden ook de kerkelijke missie in Jeruzalem en een protopresbyter in Argentinië. Het had in feite het hoogste gezag voor alle Russische kerken die zich buiten de grenzen van Rusland bevonden. Dit kerkbestuur, waartoe ook vertegenwoordigers van de geestelijkheid en leken behoorden, erkende patriarch Tichon van Moskou en geheel Rusland als hun opperste hiërarch, van wie zij slechts tijdelijk gescheiden waren en het beschouwde zichzelf verplicht om verantwoording af te leggen aan een toekomstige Russische synode na de bevrijding van Rusland van het atheïstische regime. Patriarch Tichon erkende de besluiten van dit bestuur van de kerk in het buitenland. Hij gaf tevens orders wat betreft het aanwijzen van metropoliet Platon als diocesane bisschop van Amerika en het instellen van een onderzoek naar bisschop Anthonij (Dashkevitsj) van Alaska en de Aleoeten, voormalig priester van de Russisch-Orthodoxe Kerk in Kopenhagen, die in Belgrado tot bisschop was gewijd.
Het  Zuid-Russische kerkbestuur moest uitgebreid worden, want ook de Russen in Frankrijk konden geen contact hebben met hun leider metropoliet Benjamin (Kazanskij) van Petrograd en Gdov. Daarom stelt metropoliet Antonij in april 1921 aartsbisschop Evlogij van Parijs aan als leidinggevend hiërarch, met de bevoegdheden van een diocesane bisschop. Destijds behoorde ook het Russische bisdom van Bulgarije bij het bisdom van West-Europa, maar op verzoek van aartsbisschop Evlogij werd dit gebied overgedragen aan bisschop Serafim (Sobolev) van Simferopol.

## Vestiging en oprichting in Sremski Karlovci
In november 1921 werd in Sremski Karlovci de eerste buitenlandse synode gehouden van 24 bisschoppen met geestelijken en leken. Het bestuur heet nu niet langer “Hoogste Kerkelijk Bestuur voor het Zuiden”, maar “Hoogste Russisch Kerkbestuur in het Buitenland”. Deze synode vormde naar haar mening de stem van alle Russen die erin geslaagd waren te ontsnappen aan de Sovjetoverheersing. En daarom achtte zij het haar plicht om haar zienswijze uit te spreken betreffende de situatie in Rusland. Daardoor werden tijdens deze vergadering naast kerkelijke ook politieke besluiten genomen. De synode deed een beroep op de Conferentie van Genua met het dringende verzoek geen steun te verlenen aan het Sovjetbewind, maar om het Russische volk te helpen om zich ervan te bevrijden. De buitenlandse Russen werden opgeroepen om Rusland te bevrijden van de bolsjewieken. Een ander besluit was dat de synode zou streven naar restauratie van de monarchie in het Keizerrijk Rusland met Kirill Vladimirovitsj van Rusland als tsaar Kirill I. Enkele bisschoppen en veel andere deelnemers maakten kenbaar dat zij niet tevreden waren met het gegeven dat er tijdens een synode politieke besluiten werden genomen. Deze politieke tendens werd de jaren erna sterker.
De communistische regering zag zich hierdoor bedreigd en besloot druk uit te oefenen op de Russen in het buitenland door middel van de kerkelijke autoriteiten. Onder sterke druk van het Sovjetregime tekende patriarch Tichon vlak voor zijn gevangenneming op 5 mei 1922 een oekaze (nr. 348), die hij stuurt aan de metropolieten Evlogij en Antonij, waarin hij de synode veroordeelde wegens haar politieke besluit dat Rusland weer een monarchie moest worden die door een lid uit de Romanov-dynastie geregeerd zou moeten worden. Tevens zou het bestuur van de kerk in het buitenland moeten worden opgeheven en aan metropoliet Evlogij werd opgedragen een nieuw bestuur te organiseren. Alle bisschoppen die zich met politiek bezighouden werden voor een kerkelijke rechtbank gedaagd.
- "1. Ik verklaar dat het concilie van de buitenlandse clerus en leken in Karlovci geen canonieke waarde heeft; zijn boodschap over het in ere herstellen van de dynastie van de Romanovs en zijn schrijven aan de conferentie van Genua drukken niet de officiële mening van de Russische Kerk uit.
- 2. Aangezien de Russische kerkleiding in het buitenland zich begeeft op het gebied van de politieke uitspraken, zijn aan de andere kant, de buitenlandse Russische parochies toevertrouwd aan de zorg van de al in Duitsland levende metropoliet Evlogij, sta ik erop hoogste kerkelijke autoriteit in het buitenland af te schaffen en de hoogste kerkleiders in het buitenland te vervangen.
- 3. De heilige synode zal over de kerkelijke verantwoordelijkheid van enkele geestelijke personen in het buitenland met betrekking tot hun in naam geponeerde politieke stellingname, een rechtszitting houden".

Deze oekaze wordt als authentiek beschouwd, maar wel onder druk van de regering geschreven. Dit decreet bevat ook een bekrachtiging tot erkenning van het patriarchaat Moskou van het Hoogste Russisch Kerkbestuur in het Buitenland. Een bestuur dat niet erkend was kon namelijk ook niet opgeheven worden. In de oekaze stond niet expliciet dat de statuten van het kerkbestuur veranderd moesten worden, maar zo werd het toen wel opgevat. In 1922 heeft metropoliet Evlogij samen met andere bisschoppen een nieuwe administratieve opzet uitgewerkt. Dit werd naar Rusland gestuurd en aangezien er geen protest volgde nam men aan dat het patriarchaat Moskou het goedkeurde. Het protest volgde later.
De bisschoppen in het buitenland hielden zich echter aan de oekaze van 7 november 1920. En tijdens hun vergadering van 31 augustus 1922 besloten zij, dat er in plaats van het bestaande tijdelijke kerkbestuur een synode van bisschoppen zou worden gekozen. Zij namen het besluit om een onafhankelijke kerk voor de emigranten te stichten. Als voorzitter van de “Heiligste Bisschoppensynode van de Russisch-Orthodoxe Kerk in het Buitenland” werd de bisschop gekozen die niet alleen de oudste in rang was, maar die ook aangesteld was voor het oudste bisdom Kiev. En die naast de patriarch het enige permanente lid was geweest van de oude Russische synode van 1917, metropoliet Antonij van Kiev en Wolynië en Galicië.  Metropoliet Evlogij vroeg in 1923 aan de synode om archimandriet Tichon te mogen wijden tot bisschop van Berlijn met de bevoegdheden van vicaris van West-Europa.
Critici bestempelden deze kerk in zijn vroege dagen als de "synode van Karlovici" in een poging om het belang ervan als internationaal orthodoxe kerk te kleineren.
Alle Russische parochies aanvaarden het gezag van deze gekozen synode van bisschoppen als opvolger van het hoogste kerkbestuur en werd erkend als kerkelijk gezag in het buitenland. Volgens orthodox gebruik werd in alle Russische kerken in het buitenland, tijdens de diensten in de gedachtenissen de naam genoemd van patriarch Tichon en daarna het hoofd van de Kerk in het Buitenland metropoliet Antonij.
Metropoliet Antonij was na de gevangenneming van patriarch Tichon de oudste Russische bisschop die nog vrij was. Hij wilde de vervolgde Russische kerk verdedigen. In brieven aan verschillende patriarchen en niet-orthodoxe gezagsdragers, zette hij de ware situatie uiteen van de Russische kerk, waarvan zij, over het algemeen, slechts een verwrongen beeld hadden. Het beroep dat hij deed op aartsbisschop van Canterbury Randall Davidson, leidde tot de bemiddeling van de Engelse regering in het lot van patriarch Tichon, zodat deze werd vrijgelaten. Hoewel er inmiddels een proces tegen hem in gang was gezet dat met de doodstraf moest eindigen.

## Ontwikkelingen in Rusland
Voor zijn overlijden had patriarch  Tichon drie bisschoppen aangewezen, die mocht het mogelijk zijn om een nieuwe patriarch te kiezen, als locum tenens tot de verkiezing van een nieuwe patriarch het bestuur over zouden moeten nemen. De volgorde waarin hij ze had aangewezen was: Kirill (Smirnov) van Kazan, Agafangel (Preobrazhenskij) van Jaroslavl en Peter (Polijanskij) van Kroetitsk. In 1925 was alleen de derde metropoliet Peter van Kroetitsk in staat deze zware taak op zich te nemen. Sinds de dood van patriarch Tichon had de Levende Kerk ook weer terrein gewonnen. Metropoliet Peter publiceerde een duidelijke brief aan heel de Russische Kerk met het standpunt: onwankelbare trouw van de kerk aan de waarheid en absolute verwerping van compromissen, zowel tegenover de Levende Kerk als met de regering. Deze brief gaf weer kracht aan de gelovigen maar was fataal voor de metropoliet. In december 1925 werd hij gearresteerd samen met een aantal bisschoppen die ervan verdacht werden het met hem eens te zijn. Metropoliet Peter wordt naar verschillende gevangenissen overgeplaatst. Hem wordt verzocht samen te werken met de regering. Tot zijn dood in 1937 heeft hij de compromissen geweigerd. Peter, die voor zijn arrestatie vreesde benoemde de volgende drie kandidaten als opvolgers: Sergij (Stragorodskij) van Nizjni Novgorod, Michaël (Ermakov), Exarch van Oekraïne en Josef (Petrovykh) van Rostov Veliki. Door al deze bestuurswisselingen en de isolatie van veel geestelijken, wanorde, angst en leugen was de eenheid van de kerk moeilijk te bewaren.
Na de dood van patriarch Tichon werd een verkiezing van een nieuwe patriarch niet toegestaan. De Russisch-Orthodoxe Kerk in het Buitenland erkende de locum tenens metropoliet Peter van Krutitsij. Maar hij werd al snel gearresteerd en verbannen, vanwege de standvastigheid waarmee hij weigerde om concessies te doen aan het atheïstische regime, waardoor er geen contact meer met hem mogelijk is. De kerk, zowel in Rusland als daarbuiten bleef hem beschouwen als haar hoofd en in alle kerken werd zijn naam genoemd in de diensten.
In die tijd waren er enkele geschillen tussen de Russische bisschoppen in het buitenland en zij deden een beroep op metropoliet Sergij om een beslissing over hen te nemen. Dit gaf hem de gelegenheid om zijn visie te geven, op de situatie van het deel van de Russische kerk dat zich buiten de grenzen bevond. Op 12 september 1926 schreef hij een brief aan de bisschoppen in het buitenland:
"Mijn dierbare bisschoppen, u vraagt mij om rechter te zijn in een zaak waarvan ik geheel niet op de hoogte ben… Kan de patriarch van Moskou, in het algemeen gesproken, de leider zijn van het kerkelijk leven der Orthodoxe emigranten?... Het belang van de kerkelijke zaken eist dat u, bij algemene overeenstemming, zelf een centraal orgaan van kerkbestuur opricht, dat voldoende gezag bezit om misverstanden en geschillen tot een oplossing te brengen en dat zelf een einde weet te maken aan onwil en ongehoorzaamheid,  zonder daarbij om onze hulp te vragen.” “Het is niet te verwachten dat wij elkaar in dit aardse leven ooit zullen terugzien, maar ik hoop dat wij, door Gods barmhartigheid, elkaar zullen ontmoeten in het toekomstig leven."
Dit was de laatste brief van metropoliet Sergij waarin hij vrijuit schreef over de Russische kerk.

## Loyaliteitsverklaring van metropoliet Sergij
Ten slotte neemt metropoliet Sergij van Nizhni Novgorod het bestuur over als plaatsvervanger van de locum tenens. En wordt daarmee in feite de plaatsvervanger van de plaatsvervanger. Hij werd  ook gevangengenomen evenals de twee andere plaatsvervangers van metropoliet Peter. Toen Sergij gearresteerd was in 1926, en Josef zijn taak korte tijd overnam, noemde hij vier kandidaten als locum tenens, waaronder aartsbisschop Serafim (Samoilovitsj), die een heel erg korte tijd de  administratie van de kerk overnam, om te worden gearresteerd aan de vooravond van de onverwachtse vrijlating van Sergij in 1927. Als plaatsvervanger van metropoliet Peter tekent hij de akkoorden die de regering verlangt. In de veronderstelling dat hij op deze wijze voor de zeer zwaar vervolgde kerk een zeer kleine legitieme plaats zou kunnen verkrijgen. Dit akkoord was het begin van de scheuring met de Russisch-Orthodoxe Kerk in het Buitenland en andere schisma’s die tot op heden voortduren. Een groot deel van de gelovigen konden een wettelijk geregelde afhankelijkheid van de kerk aan een staat die de kerk bestrijd niet accepteren. Hiernaast bestonden er twijfels over de bevoegdheden van metropoliet Sergij. Omdat de staat aan metropoliet Sergij alle rechten van metropoliet Peter wilde geven werd in 1928 aan Peter invrijheidstelling aangeboden als hij af zou zien van zijn titel als interim en patriarchale troonbewaarder. Dit weigerde hij en zijn verbanning werd verlengd.
Enkele maanden na deze brief aan de bisschoppen in het buitenland, nadat hij sinds het najaar van 1926 vier maanden in de gevangenis had gezeten, gaf metropoliet Sergij op 16 september 1927 een gedwongen loyaliteitsverklaring uit het: "Herderlijk Rondschrijven aan de orthodoxe bisschoppen, priesters en gelovigen van het Patriarchaat Moskou", waarin hij het Sovjetregime erkende als het wettelijke Russische bewind, dat zich bezighield met het welzijn van het volk:
"Wij berichten u, dat in mei van dit jaar, op mijn verzoek en onder goedkeuring van de overheid, bij de plaatsvervanger van de patriarchaatsbestuurder een voorlopige patriarchale synode gesticht is. Thans bezit onze orthodoxe kerk in de (Sovjet)-Unie een volkomen wettig bestuur, niet alleen volgens canoniek recht, maar ook volgens de burgerlijke wet, en wij hopen, dat de legalisering zich ook langzamerhand tot onze lagere kerkelijke besturen zal uitstrekken."
De meest gewraakte passage was die waarin hij opriep de Sovjet-Unie te erkennen als ieders wettig moederland:
"Wij willen orthodoxen zijn, maar tegelijkertijd in de Sovjet-Unie ons burgerlijk vaderland herkennen, haar geluk en succes is ons geluk en succes, haar ongeluk is ons ongeluk! Iedere tegen de (Sovjet)-Unie gerichte slag of boycot zal door ons worden ervaren als een slag die tegen ons is gericht."
Slechts weinigen ontwaarden de delicate nuance, die Sergij aanbracht door de vrouwelijke vorm 'haar' te gebruiken, dat (in het Russisch) niet terugsloeg op het mannelijke 'Sovjet-Unie' maar op het vrouwelijke heilige, orthodoxe Moederland.
"Wij hebben de geestelijkheid in het buitenland uitgenodigd, schriftelijk haar volkomen loyaliteit tegenover de Sovjetregering te verklaren voor heel haar publieke werkzaamheid. Wie zulks een verklaring niet afgeeft of in strijd daarmee handelt, zal uit de clerus, die onder de patriarch van Moskou staat, worden uitgesloten."
In overeenstemming met de belofte die hij aan de Sovjetregering had gegeven, vroeg metropoliet Sergij aan de geestelijkheid in het buitenland om een loyaliteitsverklaring te ondertekenen ten opzichte van de regering. Dit document was volledig in tegenspraak met het inzicht dat hij negen maanden eerder had uitgesproken; dat het Patriarchaat Moskou de kerk in het buitenland niet kon besturen. Het is nauwelijks mogelijk dat hij zelf geloofde dat ook maar iemand in het buitenland deze oekaze zou gehoorzamen. Hij vaardigde dit bevel uit in opdracht van de regering en zo kon hij de verantwoordelijkheid er voor van zich afschuiven.
Metropoliet Evlogij en zijn bisschoppen en ook metropoliet Benjamin (Fedtsjenkov) van Sebastopol onderwierpen zich aan deze oekaze. In Rusland verklaarden verschillende gevangen en vrije bisschoppen aan metropoliet Sergij dat zij geen concordaat konden aanvaarden met een godloos bewind, dat steeds bezig was de kerk te vervolgen. Er waren onder hen velen die de gebedsgemeenschap met de metropoliet verbraken "omdat hij gevallen was", door een verbond aan te gaan met de atheïsten. Daarin werden zij gevolgd door een deel van de priesters en leken in Rusland.
De regering begon een wrede vervolging tegen deze bisschoppen en hun aanhang. Hoewel de regering zelf het concordaat geschonden had door de beloften, waarmee zij metropoliet Sergij hadden overgehaald, niet te vervullen werd toch een groot aantal van hen gevangengezet, verbannen of geëxecuteerd.
Onder hen die de loyaliteitsverklaring niet wilden erkennen, was ook de locum tenens metropoliet Peter van Krutitsij, die ondanks dat hij gevangen zat door metropoliet Sergij vervangen werd, de metropolieten Josef van Petrograd, Agafangelos van Jaroslav en Kirill van Kazan. De laatste was door patriarch Tichon aangewezen voor het geval dat metropoliet Peter niet in staat zou zijn om zijn functie van locum tenens uit te oefenen. In feite was het nog maar enkele maanden geleden dat metropoliet Sergij er zelf precies zo over had gedacht, voordat hij door bedreigingen en gevangenneming, niet alleen ten opzichte van zichzelf, maar, tegen de gehele Russische kerk en de niet nagekomen beloften van het Sovjetbewind, gebroken werd en de loyaliteitsverklaring ondertekende. De loyaliteitsverklaring van metropoliet Sergij verschafte geen verlichting aan de kerk. De vervolgingen hielden niet op, maar gingen door en werden juist heftiger. In 1929 werd de wetgeving op de "religieuze verenigingen", zoals de parochies en gemeenten voortaan genoemd werden, ingevoerd. Deze wetten waren tot het einde van de Sovjet-Unie vrijwel ongewijzigd van kracht. In Moskou nam de sloop van kerken de ernstigste vormen aan: in de jaren 1920 en 1930 werd twee derde van alle kerkgebouwen afgebroken. Bij de beschuldigingen die de regering tegen de geestelijkheid en leken inbracht kwam er nog een bij; het niet erkennen van de verklaring. In geheel Rusland werden in een groot aantal kerken gesloten. Binnen enkele jaren werden deze kerken afgebroken of voor verschillende andere doeleinden bestemd. Er waren bisdommen waar geen enkele kerk meer over was. Duizenden geestelijken verbleven in de Goelag. Een groot deel daarvan is nooit meer vrijgekomen omdat zij daar ter dood zijn gebracht of gestorven ten gevolge van overmatige arbeid, ondervoeding en andere ontberingen. Zelfs de kinderen van priesters en leken werden vervolgd.
De Russisch-Orthodoxe Kerk in het Buitenland bleef geestelijk verbonden met deze vervolgde gelovigen. Behalve de bisschoppen die de loyaliteitsverklaring hadden ondertekend, weigerden alle anderen met aan hun hoofd metropoliet Antonij om de loyaliteitsverklaring ten opzichte van het Sovjetbewind te ondertekenen en zij dienden een openlijk protest in. Ook metropoliet Antonij schreef een persoonlijke brief aan metropoliet Sergij, die hem waarschijnlijk nooit heeft bereikt of anders niet meer in staat was om invloed uit te oefenen op zijn handelen.
Na tien jaar verbanning werd op 10 oktober 1937 de locum tenens van de patriarchale troon van Moskou metropoliet Peter van Kroetitsij geëxecuteerd. Het gerucht van zijn overlijden werd maar langzaam bekend, want hij had geen enkel contact mogen onderhouden met de buitenwereld. Het werd officieel bekendgemaakt nadat de regering toegestemd had dat metropoliet Sergij tot locum tenens benoemd kon worden. Zijn aangewezen opvolger Metropoliet Kirill (Smirnov) van Kazan stierf ook. In Moskou werd door metropoliet Sergij een aantal bisschoppen aangewezen als patriarchale synode en deze bevestigden hem als locum tenens. Voor velen  was het niet vanzelfsprekend dat een plaatsvervanger automatisch de patriarchale bevoegdheden kreeg. Slechts een tiental bisschoppen waren vrij, want niet alleen degenen die tegen het akkoord met de regering waren, waren gevangengenomen, maar ook velen van degenen die met  metropoliet Sergij samengewerkt hadden. Het was de bedoeling van de regering om de kerk uit de samenleving te verwijderen met behulp van haar eigen hiërarchie. Zo werd het aantal gelovigen in Rusland en in het buitenland die metropoliet Sergij niet wilden erkennen, de “nepominajoetsji” (Russisch: Непомнящий) na de dood van metropoliet Peter veel groter. De akkoorden met de regering hadden niets uitgehaald. In 1937 volgde een nieuwe golf van onderdrukkingen.

## Tweede Wereldoorlog
In en direct na de Tweede Wereldoorlog verbeterde de situatie van de kerk in de Sovjet-Unie aanzienlijk. Stalin had de steun van de gehele bevolking nodig om het Duitse leger te verslaan en besloot de kerkvervolging te staken en de kerk de mogelijkheid te geven zich enigszins van de aangerichte schade te herstellen. De situatie was zo slecht geworden dat de inval in Rusland en bezetting van nazi-Duitsland in het westen van Oekraïne, Wit-Rusland en in de Baltische staten aanvankelijk zorgde voor veel enthousiasme onder de bevolking. De nazi’s werden ingehaald als de bevrijders van het communisme. In de bezette gebieden werd door de nazi’s vrijheid van godsdienst afgekondigd en kerken werden weer in gebruik genomen en gestimuleerd. Bijvoorbeeld in Kiev waren slechts twee kerken open en een jaar na de bezetting al meer dan 700. Het wangedrag van de Duitse bezetters in andere situaties riep echter zoveel weerstand op, dat het gunstige klimaat t.a.v. de nazi’s weldra omsloeg. De regering zag in dat het geloof de voornaamste innerlijke kracht vormde voor miljoenen Russen en dat dit door de oorlogsomstandigheden naar buiten dreigde uit te breken en aan de staatscontrole te ontsnappen. Dit was een van de oorzaken dat de Sovjetregering alles in het werk stelde om de gelovigen aan haar kant te krijgen. Daarom besloot de regering om voorlopig concessies te doen en door zich toegevend te tonen naar de kerk, het volk tot bondgenoot te maken in de Grote Vaderlandse Oorlog. De Bond van Militante Atheïsten werd in 1941 opgeheven. Stalin verzachte hoe langer hoe meer de beperkingen voor kerk en eredienst. De kerk antwoordde hierop met een telegram van metropoliet Sergius op 25 oktober 1942, de 25-e verjaardag van de Oktoberrevolutie:
In naam van onze geestelijkheid en van alle orthodoxe gelovigen der Russisch-Orthodoxe Kerk, ware kinderen van ons vaderland, spreek ik u onze dankbare verering uit en zegen in u de man, die God heeft uitverkoren om onze troepen te leiden en ons cultureel streven te bevorderen, en die ons brengen zal tot de overwinning op de barbaarse indringers, tot een vredige opbloei van ons land en tot een blijde toekomst voor ons volk. God zegene en verheerlijke uw werk ter wille van het vaderland.
Kerken werden heropend en een deel van de relieken en iconen werd uit de musea teruggebracht. Het was slechts een klein deel van de kerkelijke bezittingen waar de regering beslag op had gelegd, maar het volk vatte het op als een verandering in de houding tussen het bewind en de kerk.
Stalin zag zich gedwongen het nationalistische patriottisme aan te wakkeren. Op 4 september 1943 werden metropoliet Sergij (Stragorodski) van Moskou en Kolomna, metropoliet Aleksi (Simanski) van Leningrad en de andere overgebleven metropoliet Nikolaj (Jaroesjevitsj) voor een ontmoeting met Stalin naar het Kremlin gebracht. Molotov was als enige vertegenwoordiger van de regering aanwezig. Er werd een overeenkomst gesloten met de kerk en Stalin gaf toestemming voor de verkiezing van een nieuwe patriarch, tevens verleende hij een zekere oppervlakkige vrijheid aan de kerk. Hierdoor kon de Kerk zich wat herstellen, het aantal priesters en bisschoppen uitbreiden en een patriarch kiezen. Op 8 september 1943 verkoos een concilie van 19 bisschoppen metropoliet Sergij tot patriarch van Moskou en Geheel Rusland. Bij de verkiezing was hij de enige kandidaat. Op 12 september werd hij geïntroniseerd. Er werd gezorgd voor een spectaculaire ceremonie waarbij veel buitenlandse waarnemers uitgenodigd waren om door hun aanwezigheid de benoeming officiëler te laten lijken. De patriarch en de synode bleven onder toezicht van de regering en konden niets doen zonder de lekenvertegenwoordiger van de Raad voor religieuze aangelegenheden en zij moesten zijn aanwijzingen opvolgen. Deze lekenvertegenwoordiger was gevolmachtigde, voorzitter van de Raad voor de zaken van de Russisch-Orthodoxe Kerk onder de ministerraad van de USSR, die was ingesteld bij besluit van de SNK (Raad van volkscommissarissen) van de USSR vanaf 14 september 1943. Deze raad speelde een bemiddelende rol tussen het Patriarchaat van Moskou en andere partijorganen. Dit was in feite tegen de wet: de Uitvaardiging aangaande de Scheiding van Kerk en Staat en van Scholen en de Kerk van 23 januari 1918, waarin de scheiding van kerk en staat was vastgelegd. Deze situatie was niet te vergelijken met het toezicht van de Heiligste Regerende Synode. De tsaar en zijn regering waren orthodox en hadden de bedoeling het welzijn van de kerk te behartigen en zelfs onder die omstandigheden zijn er voorbeelden te geven dat de regeringsvertegenwoordiger de opperprocureur de belangen van de kerk juist niet begreep en in feite in haar nadeel handelde. Maar dit waren uitzonderingen in bepaalde periodes en hoewel ze schadelijk waren voor de kerk, maakten ze geen deel uit van een systematische opzet om de kerk te vernietigen.
De kerk in het buitenland neigde ertoe alle krachten te steunen die tegen de Sovjet-Unie en haar onderdrukking van de kerk streden. Op die manier gaf ze haar goedkeuring aan extreemrechtse Russische strijdkrachten zoals de SS Sturmbrigade RONA en het Russisch Bevrijdingsleger die streden aan de kant van nazi-Duitsland.

## Breuk met het Patriarchaat Moskou
Ook buiten Rusland was het voor velen niet mogelijk om metropoliet Sergij, na zijn loyaliteitsverklaring, nog langer te erkennen als de opvolger van patriarch Tichon. Net zoals de bisschoppen en gelovigen in Rusland die de verklaring niet erkenden, hield het deel van de kerk dat zich buiten de grenzen bevond op om tot het patriarchaat Moskou te behoren en verbreekt het contact. Zij bleven wel geestelijk verenigd met de locum tenens metropoliet Peter, die verbannen was naar het hoge noorden. In alle Russische kerken buiten Rusland werd hij herdacht in de gedachtenissen en er werd gebeden voor de lijdende kerk in het vaderland.

## Oprichting van het Patriarchaal Exarchaat van Orthodoxe Parochies van de Russische Traditie in West-Europa
Metropoliet Sergij was inmiddels alweer drie jaar onder Moskou, maar in 1926 kwam er onenigheid in de synode en de metropolieten Evlogij van West-Europa en Platon van Noord-Amerika weigerden op de jaarlijkse synode te komen. Er waren verschillende problemen. Eén ging over wat er later in Rusland zou moeten gebeuren zodra de kerk weer vrij zou zijn. Allen waren het er over eens dat dan weer de monarchie ingevoerd zou moeten worden. De vraag was echter van welke lijn van afstamming van het Huis Romanov. De ruzie liep zo hoog op dat men elkaar schismatiek noemde, echter nooit ketters. Een ander punt was dat de synode van Duitsland een apart bisdom wilde maken, dat niet langer onder metropoliet Evlogij zou vallen. In 1926 brak metropoliet Evlogij van Parijs vooral vanwege de politieke standpunten met de synode van Sremski Karlovci. Op 16 maart 1930 nam metropoliet Evlogij, die de loyaliteitsverklaring wel ondertekend had, deel aan een gebedsdienst voor de vervolgde lijdende Russische kerk. Waarvoor hij in Westminster Abbey door de aartsbisschop van Canterbury William Cosmo Gordon Lang was uitgenodigd. Dit werd uitgelegd als een agressieve daad tegen het Sovjetbewind en metropoliet Sergij zette hem uit zijn ambt en verbood hem om nog verder diensten te doen. Omdat metropoliet Evlogij deze oekaze niet wilde gehoorzamen, maar evenmin zijn schuld over het ondertekenen van de loyaliteitsverklaring tegenover de Russische synode in het buitenland wilde erkennen, vroeg hij aan patriarch Fotius II van Constantinopel om hem samen met zijn bisdom voorlopig op te nemen in de jurisdictie van het oecumenisch patriarchaat. Dit gebeurde op 17 februari 1931. Metropoliet Evlogij van Parijs wordt exarch van West-Europa voor de Russische kerken onder patriarch Fotius van Constantinopel.
Zo ontstonden er dus drie jurisdicties die zich Russisch-orthodox noemen: Het Patriarchaat Moskou, de Russisch-Orthodoxe Kerk in het Buitenland en het Russisch-Orthodox Aartsbisdom onder het Oecumenisch Patriarchaat van Constantinopel.
Metropoliet Evlogij keerde in 1945, kort voor zijn dood op 8 augustus 1946, terug naar het Patriarchaat Moskou. Maar de overgrote meerderheid van de gelovigen in zijn bisdom konden hem bij deze stap niet volgen en bleven onder Constantinopel. Als zijn opvolger had hij metropoliet Vladimir (Viatcheslav Tikhonitski) van Cannes aangewezen. Deze keuze werd door Moskou niet aanvaard. Het grootste deel van de parochies in Frankrijk bleef onder het Oecumenisch patriarchaat, een deel bleef onder het patriarchaat Moskou en een deel onder de Russisch-Orthodoxe Kerk in het Buitenland, die daardoor in 1946 nog maar 23 parochies in Frankrijk had.
Het exarchaat blijft bestaan tot patriarch Athenagoras I van Constantinopel het op 30 december 1965 opheft vanwege de goede contacten met Moskou. Het grootste deel van de gelovigen weigerde om naar Moskou over te gaan en zij besloten onafhankelijk te blijven, als Autonoom aartsbisdom van de Orthodoxe Kerk voor Frankrijk en West-Europa met aartsbisschop Georges (Tarassov) van Syracuse als hoofd. Aangezien deze situatie ook niet wenselijk was heeft het Grieks-orthodoxe exarchaat van Frankrijk o.l.v. metropoliet Melotios zich in 1971 over deze groep ontfermd en hierdoor komt het exarchaat weer onder Constantinopel. Een aantal nieuwe opgerichte parochies voegden zich bij het aartsbisdom. Het Aartsbisdom der Russisch orthodoxe Kerken in West-Europa maakt tot op de dag van vandaag deel uit van het Oecumenisch patriarchaat. Het exarchaat werd door een officieel patriarchaal schrijven op 19 juni 1999 opnieuw opgericht.
Sinds 1 november 2019 behoort dit aartsbisdom weer tot het Patriarchaat Moskou.

## Erkenning
Ondanks het vertrek van de metropolieten Evlogij en Platon met hun gelovigen uit de Russisch-Orthodoxe Kerk in het Buitenland bleef deze kerk het vrije deel van de Russische Kerk. Zij kreeg de aandacht van de hoofden van de orthodoxe zusterkerken.
Vooral patriarch Varnava van Servië had veel sympathie voor deze kerk en hij spande zich in om de bisschoppen die zich van haar hadden afgescheiden terug te laten keren. Hij probeerde ook te bemiddelen met metropoliet Sergij van Moskou. Maar hij kwam al spoedig tot de ontdekking dat hij door zijn brieven nog meer ellende veroorzaakte en dat metropoliet Sergij werd gecontroleerd door de regering.
Patriarch Varnava had een werkzaam aandeel in de activiteiten van de Russisch-Orthodoxe Kerk in het Buitenland door onder zijn voorzitterschap conferenties bijeen te roepen van vertegenwoordigers van de verschillende bisdommen in het buitenland, met als doel een einde te maken aan de geschillen en schisma’s en om hen die de kerk in het buitenland hadden verlaten ernaar te doen terugkeren. Met zijn medewerking en onder zijn voorzitterschap kwam in 1935 het “Decreet over de Russische Kerk in het Buitenland” tot stand. Ondertekend door hem en de Russische bisschoppen en wat de grondslag zou vormen van het bestuur van de Russisch-Orthodoxe Kerk in het Buitenland. Het bestaan van dit bestuursorgaan was toen volledig erkend door en canoniek erkend door: het Oecumenisch patriarchaat van Constantinopel, de Grieks-orthodoxe patriarchen Gregorios van Antiochië en Timotheos van Jeruzalem, de Grieks-orthodoxe patriarch van Alexandrië, de Grieks-Orthodoxe Kerk de aartsbisschop van de Berg Sinaï en de Bulgaars-Orthodoxe Kerk en de Servisch-Orthodoxe Kerk. Bij verschillende andere orthodoxe kerkelijke leiders begon twijfel te ontstaan over de canonieke grondslag van deze synode en zij protesteerden krachtig tegen deze jurisdictie. Onder druk van de Sovjetregering drong het Patriarchaat van Moskou er in het buitenland op aan om de Russisch-Orthodoxe Kerk in het Buitenland niet te erkennen en om de communie met deze kerk te verbreken. Hierdoor geraakte deze kerk in een isolement.
In september 1944 verliet de synode Belgrado vanwege de bombardementen en vestigde zich eerst in Wenen, op 10 november in Karlsbad en in de zomer van 1945 vestigden zij zich in München. Metropoliet Anastasij (Gribanovskij) van Kisjinjov en Chotyn was inmiddels de Eerste Hiërarch geworden. In de landen waar na de Tweede Wereldoorlog het communisme ingevoerd werd konden de Russen nu uitsluitend voor het patriarchaat Moskou "kiezen". De meeste Russen probeerden dan ook naar de Verenigde staten te emigreren. Toen het merendeel van de gelovigen naar de Verenigde Staten geëmigreerd was werd ook de synode in 1950 naar New York verplaatst. Voor de revolutie waren er in de V.S. Russische parochies die behoorden tot het patriarchaat Moskou. Na 1920 sluiten deze parochies zich aan bij het "Hoogste Russische Kerkbestuur in het Buitenland". In 1926 waren er moeilijkheden ontstaan toen metropoliet Platon het niet meer eens was met de besluiten van de Russisch-Orthodoxe Kerk in het Buitenland en zich er van afscheidde. In 1935 verbindt de opvolger metropoliet Theofilus (Pashkovskij) van San Francisco zich weer met de Russisch-Orthodoxe Kerk in het Buitenland. De metropolie van Noord-Amerika verzoent zich tussen 1936 en 1946 met de synode. Na de Tweede Wereldoorlog had men de idee dat Rusland weer vrij was van kerkvervolgingen en zij gingen terug naar Moskou. Na de Tweede Wereldoorlog besloten vier van de negen bisschoppen zich onder het Patriarchaat Moskou te stellen indien zij min of meer als Russisch Orthodox Griekse Katholieke Kerk in Amerika autonoom mochten blijven. Dit werd eerst niet toegestaan, maar in 1970 werden zij als The Orthodox Church in America autocefaal.
Het belangrijkste centrum is het klooster van de Drie-eenheid in Jordanville, waar ook een seminarie en een drukkerij gevestigd zijn. Ook beschikte de kerk over verschillende bejaardenhuizen in diverse landen. Er zijn meerdere drukkerijen in kloosters.

## Organisatie
De Russisch-Orthodoxe Kerk in het Buitenland wordt bestuurd door een synode van bisschoppen.

## Hereniging
Op 5 augustus 1974 deed het Patriarchaat Moskou door patriarch Pimen een oproep om de eenheid te herstellen. Dit werd door metropoliet Vitaly van de Russisch-Orthodoxe Kerk in het Buitenland afgewezen.

## Beweging naar het herstel van de eenheid
Al op 5 augustus 1974 deed het Patriarchaat Moskou door Patriarch Pimen een oproep om de eenheid te herstellen. Dit werd door metropoliet Vitaly van de Russisch-Orthodoxe Kerk in het Buitenland afgewezen.
In 2000 werd metropoliet Laurus de eerste hiërarch van de Russisch-Orthodoxe Kerk in het Buitenland en deze toonde belangstelling in het idee van hereniging. Het knelpunt op dat moment was dat de Russisch-Orthodoxe Kerk in het buitenland de eis had gesteld dat het Patriarchaat van Moskou zich uitsprak over de moord op tsaar Nicolaas II en zijn familie in 1918 door de bolsjewieken. De Russisch-Orthodoxe Kerk in het Buitenland vond dat "het Moskouse patriarchaat zich duidelijk en hartstochtelijk moet uitspreken over de moord op de familie van de tsaar, de nederlaag van de antibolsjewistische beweging, en de executies en de vervolging van priesters." De Russisch-Orthodoxe Kerk in het Buitenland beschuldigde ook de leiding van de Russisch-Orthodoxe Kerk als onderdanig aan de Russische regering en was verontrust over hun banden met andere denominaties van het christendom, in het bijzonder de Rooms-Katholieke Kerk.
Enkele van deze knelpunten werden weggenomen door het concilie van bisschoppen in 2000, dat tsaar Nicolaas en zijn gezin, heilig verklaarde samen met meer dan 1.000 martelaren en belijders. Dit concilie verordende ook een document over de betrekkingen tussen de kerk en de wereldlijke overheid en verbood slaafsheid en inschikkelijkheid aan de wereldlijke overheid. Ook verwierp het de idee van enig verband tussen orthodoxie en het katholicisme.
In 2001 hebben de Synode van het Patriarchaat van Moskou en Constantinopel formele correspondentie uitgewisseld. De brief uit Moskou verkondigde het standpunt dat de vorige en de huidige scheiding zuiver politieke aangelegenheden waren. De Russisch-Orthodoxe Kerk in het Buitenland antwoordde dat ze nog steeds bezorgd waren over de aanhoudende Moskouse betrokkenheid bij de oecumene als een aantasting van de Orthodoxie van Moskou. Dit was echter een veel vriendelijkere reactie dan de vorige decennia had laten zien.
In 2003 had Vladimir Poetin een ontmoeting met metropoliet Laurus in New York. Later werd deze ontmoeting, door Patriarch Alexij II genoemd  als een belangrijke stap. Hij zei dat de Russisch-Orthodoxe Kerk in het Buitenland hieruit kon opmaken dat "niet een vechter tegen God, maar een orthodoxe christen aan het roer van het land stond."
In mei 2004 bezocht metropoliet Laurus Rusland om deel te nemen aan een aantal gemeenschappelijke diensten. In juni 2004 had een delegatie van de clerus van de Russisch-Orthodoxe Kerk in het Buitenland een ontmoeting met patriarch Alexij II. Comités werden opgericht door zowel het patriarchaat en de Russisch-Orthodoxe Kerk in het Buitenland om de dialoog te beginnen die zou leiden tot de hereniging. Beide partijen besloten gezamenlijke commissies in te stellen, en bepaalden het scala aan onderwerpen die besproken moesten worden tijdens het Algehele concilie voor de Diaspora van de Russisch-Orthodoxe Kerk in het Buitenland, dat voor het eerst bijeenkwam sinds 1974.

## Schisma
De mogelijkheid van hereniging, leidde echter tot een kleine afscheiding van de Russisch-Orthodoxe Kerk in het Buitenland in 2001, geïnitieerd door de zelf met emeritaat gegane voormalige Eerste Hiërarch, metropoliet Vitalij (Oustinoff) en de geschorste bisschop Varnava (Prokofieff) van Cannes. Deze twee bisschoppen vormden een los verbonden jurisdictie onder de naam Russisch-Orthodoxe Kerk in Ballingschap (ROCiE). Er werd beweerd dat de mensen rondom metropoliet  Vitalij zijn handtekening vervalste op brieven en documenten. Bisschop Varnava liet een excuusbrief uitgaan en werd, in 2006, terug opgenomen in de Russisch-Orthodoxe Kerk in het Buitenland in 2006 als een bisschop met emeritaat. Nog voor het overlijden van metropoliet Vitalij in 2006, begon de Russisch-Orthodoxe Kerk in Ballingschap op te breken in uiteindelijk vier rivaliserende facties, waarvan elk beweert de ware Russisch-Orthodoxe Kerk in het Buitenland te zijn.
Op 17 mei 2007 kwam het tot een hereniging met het patriarchaat van Moskou, onder behoud van haar volledige autonomie.
Het hoofd van deze kerk was van 18 mei 2008 tot 16 mei 2022 metropoliet Hilarion (Kapral) van Oost-Amerika en New York, Eerste Hiërarch van de Russisch-Orthodoxe Kerk in het Buitenland.
Op 16 mei 2022 overleed het hoofd van de kerk, metropoliet Hilarion (Kapral). Metropoliet Mark (Arndt) werd benoemd tot locum tenens.

## Afsplitsingen
Sinds 2000 is er in deze kerk weer een aantal schisma’s ten gevolge van de beslissingen die de synode in Jordanville had genomen met betrekking tot de toenaderingsgesprekken met het patriarchaat Moskou. De bisschop van Cannes kon zich daar niet mee verenigen. De metropoliet die de leiding had over deze kerk is ook afgezet. Ook in Nederland zijn de gevolgen hiervan te merken en de parochie van Arnhem stelde zich onder aartsbisschop Antonij van Beltsk en Moldova. Op 22 juli 2020 werd via een oekaze de kerk van Arnhem opgenomen in het diocees van Groot-Brittannië en West-Europa van de canonieke Russisch-Orthodoxe Kerk in het Buitenland.

## Nederland en België
In 1946 ontstond er een scheuring in de enige Russisch-orthodoxe parochie die er toen in Den Haag was. Archimandriet Dionissij (Loekin) ging in 1946 terug naar de jurisdictie van Moskou. Hij volgde hierin zijn bisschop, metropoliet Evlogij. Een deel van de parochie, immigranten van na de Oktoberrevolutie, was het hiermee niet eens en zij stelden zich bijna in haar geheel onder het gezag van de zich tot de Russisch-Orthodoxe Kerk in het Buitenland en stichtten een kerk in de Bakkerstraat in Den Haag en in Amsterdam in de Muiderstraat. De laatste kerk werd overgenomen van Jan Willem Stikkers. In Amsterdam werd Serapion Karpov priester. In 1955 werd aan de Amsterdamsestraatweg in Arnhem een derde parochie gesticht, met het oorspronkelijke doel om geestelijke verzorging te bieden aan de bewoners van het Russisch vluchtelingentehuis in Oosterbeek. Deze parochie werd eerst vanuit Luik bediend door priester Vasilij Davidovitsj. Er woonden ook gelovigen van de kerk in een Doopsgezind-Remonstrants tehuis in Schoorl.
De Russisch-orthodoxe parochie en het klooster van de Heilige Joannes de Voorloper in Den Haag maakte van 31 december 1953 tot 20 augustus 1972 deel uit van de Russisch-Orthodoxe Kerk in het Buitenland.
Deze kerk is in Nederland erg klein geworden. Er zijn nog drie kerken in gebruik in Aalsmeer, Arnhem en Maastricht. De kerk aan de Bakkerstraat in Den Haag is verkocht aan de Bulgaars-Orthodoxe Kerk en de kerk in de Muiderstraat in Amsterdam is verhuisd naar Aalsmeer.
In België heeft deze kerk twee parochies in Brussel.